# Riedle (Bolsterlang)
Riedle (mundartlich: Riǝdlə) ist ein Gemeindeteil der Gemeinde Bolsterlang im bayerisch-schwäbischen Landkreis Oberallgäu. 

## Geographie
Der Weiler liegt circa 1,5 Kilometer nördlich des Hauptorts Bolsterlang im Illertal.

## Ortsname
Riedle ist die Verkleinerungsform vom neuhochdeuten Wort Ried, das auf eine Rodesiedlung oder ein Moos hindeutet. Die Verkleinerung dient zur Unterscheidung von der Ortschaft Ried bei Obermaiselstein. Die Einwohner werden Riadlingar bezeichnet.

## Geschichte
Riedle wurde erstmals urkundlich im Jahr 1439 mit des Vetterers Gut im Riedt zu Mülegg in Vischiner Pfarr erwähnt.